# Brunfelsia grisebachii
Brunfelsia grisebachii är en potatisväxtart som beskrevs av Gerda Jane Hillegonda Amshoff. Brunfelsia grisebachii ingår i släktet Brunfelsia och familjen potatisväxter. Inga underarter finns listade i Catalogue of Life.